# アイアン・マスク
アイアン・マスク(Iron Mask)は、ベルギーのマジック・キングダムのギタリスト、ダッシャン・ペトロッシが2002年に結成したネオクラシカル/パワーメタルバンド。

## 歴史

### 『リヴェンジ・イズ・マイ・ネーム』 (2002年-2005年)
ペトロッシはサイド・プロジェクト、アイアン・マスクでレコーディングする為に2002年にライオン・ミュージックと契約した。バンド名やファースト・アルバムの幾つかの楽曲はアレクサンドル・デュマの『鉄仮面』に依拠している。彼らのファースト・アルバムは『リヴェンジ・イズ・マイ・ネーム』という題名が付けられた。ベースは(マジック・キングダムやクライムに在籍している)ヴァッシリ・モルトチャノフによって演奏され、ヴォーカルは(カリャン、クライム、ストーミー・ナイトの)フィル・レタフによって、キーボードはユーリ・デ・グローテによって演奏された。

### 『ホーズ・オヴ・ザ・ブレイヴ』(2005年-2009年)
2005年4月に、アイアン・マスクはアルバム『ホーズ・オヴ・ザ・ブレイヴHordes of the Brave』でそれまでとは異なる傾向の楽曲を収めた。バンドはヴォーカルに(アロー、ハンズ、ダン、ロルフ・ムンキーズの)ゲッツ・"ヴァララ・ジュニア"・モアを起用した。ゲスト・ヴォーカリストの(アット・ヴァンス、アヴァンタジア、エドガイ、アイーナ、マジック・キングダム、フリーダム・コール、ハロウィン在籍の)オリヴァー・ハートマンは三曲歌った。キーボーディストの(マジェスティック、タイム・レクイエム、スペース・オデュッセイ、カーマカニック、イーヴル・マスカレード、アダージョ、シルヴァー・セラフ在籍の)リチャード・アンダーソンは『ホーズ・オヴ・ザ・ブレイヴ』の全曲を演奏している。
2005年11月に、アイアン・マスクは『ホーズ・オヴ・ザ・ブレイヴ』をプロモートする為にカナダのヘヴィメタルの重鎮バンド、アンヴィルやファントムXと共に幾つかのヨーロッパ・コンサートを行った。コンサートの様子は録画され、2008年にドキュメンタリー『アンヴィル! 夢を諦めきれない男たち』として公開され、サウンドトラックも同時に発売された。

### 『シャドウ・オヴ・ザ・レッド・バロン』(2009年-2011年)
2010年に、アイアン・マスクの三枚目のアルバム、『シャドウ・オヴ・ザ・レッド・バロン』が発売された。ペトロッシは七つの楽曲を書きプロデュースをした。ヴォーカルは「ドリームズ」をオリヴァー・ハートマンが歌ったのを例外として、その他の曲はゲッツ・"ヴァララ・ジュニア"・モアが歌った。「サハラ」ではゲスト・ミュージシャンとしてラーズ・エリック・マットソンがギターを演奏した。ベースはヴァッシリ・モルトチャノフのままだったが、新しいドラマーは(ヴェンジャンス、ジョー・スタンプ、デーズ・シャインの)エリック・ストゥートに決まり、キーボードは(ワザリング・ハイツ、ザ・マーダー・オヴ・マイ・スウィート、ナーニア、ロック・ヴォストック、オーディオヴィジョン、マンティコラ、ズール、プラティテュードの)アンドレアス・リンダールに決まった。前作の時と同様に(マジック・キングダムの)ローマ・シアドルスキーがエクストリーム・ヴォーカルを担当した。(シンフォニー・エックス、オーペス、ソイルワーク、パラダイス・ロスト、ユニヴァーサム、アモン・アマース、コラーボーンの)イェンス・ボグレンがサウンドを担当した。

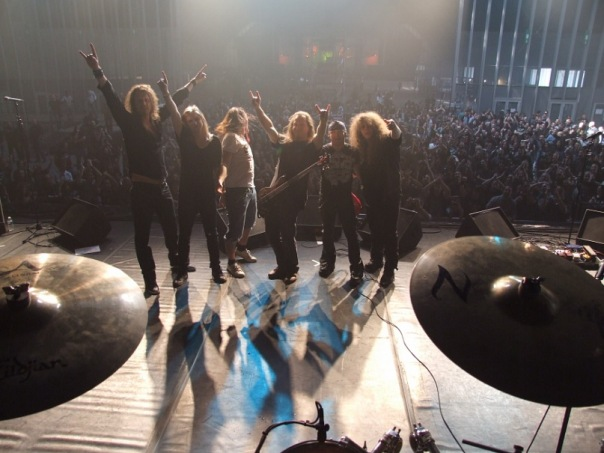
2011年のパワー・アンド・プログ・メタル・フェストに出演したアイアン・マスク

ヴォーカリストのゲッツ・"ヴァララ・ジュニア"・モアに健康問題が浮上し、アイアン・マスクは(ドメイン、アルタリア、シャイニング・ライン、エデンズ・カーズの)カーステン・"リザード"・シュルツを2010年6月26日にベルギーのデッセルで行われたグラスポップ・メタル・ミーティングの際にヴォーカルに起用した。この時に他にもメンバーチェンジが行われた。(フリーダム・コール、キスク/サムヴィル、エヴィデンス・ワン、ステイト・オヴ・ロックの)ラミ・アリが新しいドラマーになった。アンドレアス・リンダールが他の仕事の契約を結んだ際に、(マジック・キングダム、フェアリーランド、ケリオンの)フィリップ・ジョルダナが重要な役割を果たした。2010年12月に同じメンバーでアット・ヴァンス、リヴァンプ、プライマル・フィアと共にベルギーのクールネで行われたフロストロック・メタル・フェスティバルで演奏した。

### 『ブラック・アズ・デス』(2011年-2013年)
2011年4月30日に、アイアン・マスクはヨーロッパ、ハンマーフォール、ガンマ・レイ、そしてヴァンデン・プラスと共に(ベルギーのモンスで開催された)パワー・アンド・プログ・メタル・フェストでコンサートを行った。
2011年7月にバンドはアルバム『ブラック・アズ・デス』ではイングヴェイ・マルムスティーンの下でヴォーカリストをしていた(ロイヤル・ハント、リング・オヴ・ファイアの)マーク・ボールズと(カーマカニック、ブレイゼン・アボット、ジェイス・ランドバーグ、タイム・レクイエムの)ヨーラン・エドマンをヴォーカルに起用すると発表した。(イングヴェイ・マルムスティーン、アーク、イーヴル・マスカレード、ジョン・ノーラムの)マッツ・オラウソンが全曲でキーボードを担当した。ミックスとプロデュースは(ピンク・クリーム69の)デニス・ワードによって行われた。このアルバムの為にバンドは2011年9月にAFMレコードと契約した。『ブラック・アズ・デス』は同年12月16日に発売された。

### 『フィフス・サン・オヴ・ウィンタードゥーム』(2013年)
2013年にアイアン・マスクは五枚目のアルバム『フィフス・サン・オヴ・ウィンタードゥーム』をAFMレコードから発売すると発表し、それは同年の年末にマーク・ボールズをヴォーカルに起用して収録されたアルバムである。

### 『ディアボリカ』(2016年)
2016年にアイアン・マスクは六枚目のアルバム『ディアボリカ』を発売した。このアルバムではイングヴェイ・マルムスティーンを彷彿とさせるメロディアスなギターや、ロニー・ジェイムス・ディオを彷彿とさせるヴォーカルが特徴。ヴォーカリストとしてディエゴ・バルデスが参加している。

## ディスコグラフィ

### スタジオ・アルバム
- 『リヴェンジ・イズ・マイ・ネーム』(2002年, CD, Marquee/Avalon / Lion Music)
- 『ホーズ・オヴ・ザ・ブレイヴ』(2005年, CD, Marquee/Avalon / Lion Music)
- 『シャドウ・オヴ・ザ・レッド・バロン』(2010年, CD/DVD, Marquee/Avalon / Lion Music)
- 『ブラック・アズ・デス』(2011年, CD/LP, AFM Records / Marquee/Avalon)
- 『フィフス・サン・オヴ・ウィンタードゥーム』(2013年, CD, AFM Records / Marquee/Avalon)
- 『ディアボリカ』(2016年,CD,Avalon）

### コントリビューション
- V/A - Beyond Inspiration: A Tribute to Uli Jon Roth (2003, Lion Music) - "Yellow Raven"
- V/A - Blackmore's Castle vol.1: A Tribute to Deep Purple & Rainbow (2003, Lion Music) - "Gates of Babylon"
- V/A - Give Us Moore!: A Tribute to Gary Moore (2004, Lion Music) - "Out in the Fields"
- V/A - Anvil! The Story of Anvil: Soundtrack (2008) - "Holy War"
- V/A - Embrace the Sun - Lion Music Japan Benefit Album (2011, Lion Music) - "Sons of the Sun"

### ミュージック・ビデオ
- 2002年 『リヴェンジ・イズ・マイ・ネーム』
- 2010年 『フォーエヴァー・イン・ザ・ダーク』
- 2012年 『ゴッド・パニッシズ、アイ・キル』

## メンバー

### 現在のメンバー
- ダッシャン・ペトロッシ - ギター
- マーク・ボールズ - リード・ヴォーカル
- ヴァッシリ・モルトチャノフ - ベース
- アンドレアス・リンダール - キーボード
- ラミ・アリ - ドラムス

### 元メンバーとゲスト・メンバー
- ゲッツ・"ヴァララ・ジュニア"・モア - ヴォーカル
- ローマ・シアドルスキー - エクストリーム・ヴォーカルとコーラス
- カーステン・リザード・シュルツ - ヴォーカル(ライヴ)
- ヨーラン・エドマン - ヴォーカル
- オリヴァー・ハートマン - ヴォーカルとコーラス
- フィル・レタフ - ヴォーカル
- リチャード・アンダーソン - キーボード
- マッツ・オラウソン - キーボード
- ユーリ・デ・グローテ - キーボード
- エリック・スタウト - ドラムス
- アントン・アルヒポフ - ドラムス(エクスヒューメイター、マジック・キングダム)
- ラース・エリック・マットソン - ギター